# Egyptiska museet i Stockholm

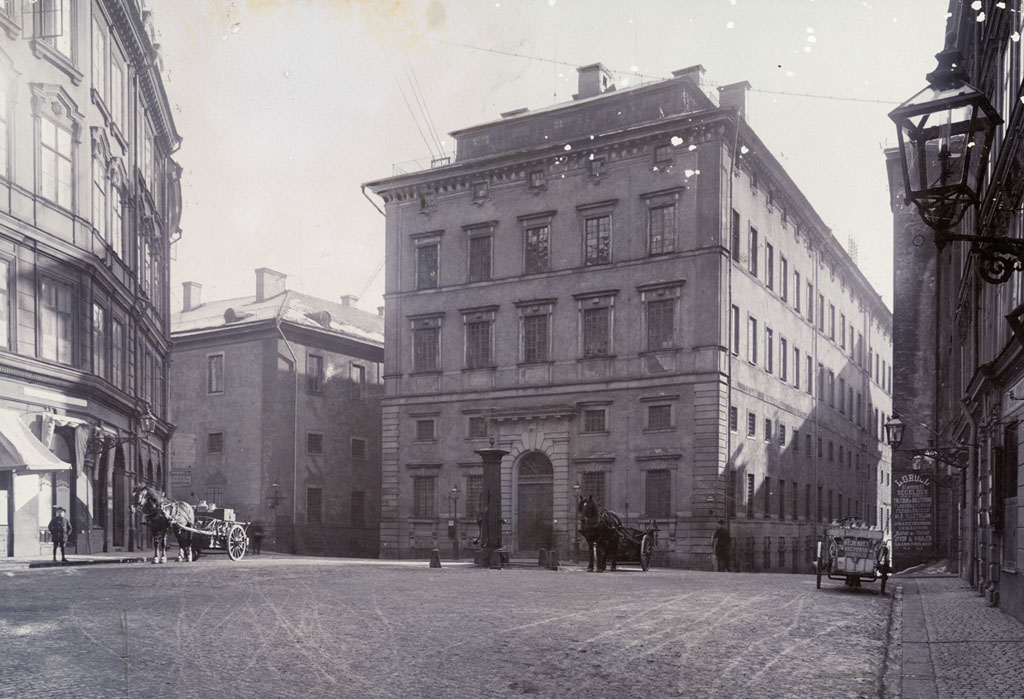
Södra Bankohuset, Järntorget 84. I bottenvåningen låg Egyptiska museet från 1928. Från 1954 var det en avdelning till Medelhavsmuseet innan lokalerna på Fredsgatan dit Medelhavsmuseet flyttade 1982.

Egyptiska museet i Stockholm existerade 1928 till 1954.
Museet var inrymt i Södra Bankohuset (Gamla riksbanken) i Gamla stan och kom till genom Egyptenkommittén som hade dåvarande kronprinsen som ordförande. Arkeologen Pehr Lugn, vilken också företog utgrävningar i Egypten, var föreståndare och intendent från starten 1928. Betydelsefull för museet var också arkeologen Hermann Junker, som var chef för Tyska arkeologiska institutet i Kairo och bland annat villig att sälja egyptiska föremål. Vid Pehr Lugns död 1934 övertog Gunhild Lugn ansvaret för museet och drev det i 20 år varefter museet tillsammans med Cypernsamlingarna gick upp i det nybildade Medelhavsmuseet.